# 아니루 콘테
Aniru Sahib Sahib Conteh(1942년 8월 6일 - 2004년 4월 4일)은 시에라리온의 의사였다. 그는 서아프리카에서 유행하는 출혈열의 일종인 라싸열의 임상적 치료에 대한 전문가였다. 콘테는 나이지리아의 이바단 대학에서 의학을 전공하였고, 이바단 의과대학에서 학생들을 가르치기도 하였다. 그는 1979년 시에라리온으로 귀국하여, Segbwema의 Nixon Methodist Hospital에서 미국 질병통제예방센터(CDC)의 라싸열 연구 프로그램의 임상 관리자로 합류하였다.
1991년에 시에라리온 내전이 시작된 후 CDC는 Segbwema에서 프로그램을 철수했다. 콘테와 그의 의료진은 Segbwema에서 Kenema Government Hospital (KGH)로 옮겨 세계에서 유일한 라싸열 격리 병동을 20년간 운영하였다. 콘테는 영국의 자선 단체인 Merlin과 협력하여 시에라리온에서 라싸열을 예방하기 위한 공중 보건 활동을 펼쳤다. 자금과 장비의 지원이 적었음에도 불구하고, 콘테는 라싸열의 치료에 관한 연구를 지속하여 치명률을 낮추고, 수많은 생명을 구했다. 하지만 그는 2004년에 일어난 주사바늘 사고로 인해 라싸열에 걸려 숨졌다.
콘테는 2009년 Ross I. Donaldson의 회고록 The Lassa Ward 의 주인공으로 다시 주목을 받았다.

## 어린 시절
Aniru Sahib Sahib Conteh는 1942년 8월 6일, 시에라리온 동부주의 Jawi Folu에서 마을 이장의 아들로 태어났다. 그는 십대 때 그의 어머니가 죽은 후 시에라리온의 수도인 프리타운으로 이사했다. Fourah Bay College에서 화학과 생물학 학위를 받은 후 학생들을 가르치기 시작했다. 1968년부터 1974년 졸업 때까지 그는 나이지리아의 Ibadan 대학에서 의학을 공부했고, 이후 이바단 의과대학에서 강사로 4년 간 근무했다. 그는 1979년 시에라리온으로 귀국하여, 아내 Sarah와 결혼했다.

## 의사로서의 경력
콘테는 서아프리카에서 유행하는 바이러스성 출혈열인 라싸열 환자를 치료하면서 전문적인 경력을 쌓았다. 라싸열은 1969년 나이지리아에서 발생했을 때 대중의 관심을 받기 시작했고, 1972년에 나탈다유방쥐 ( Mastomys natalensis )를 통해 전염되는 것이 밝혀졌다. 현재 약 300,000명의 감염자가 있고 시에라리온, 라이베리아 및 기니에서 매년 5000명이 라싸열로 사망한다. 이에 대응하여 미국 질병통제예방센터 (CDC)는 라싸열을 연구하기 위해 Segbwema, Kenema 및 Panguma에 연구 프로그램을 설립했다.

### 닉슨 감리교 병원(Nixon Methodist Hospital)

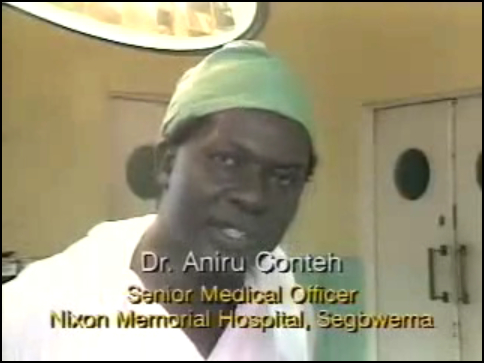
라싸열에 관한 1989년 CDC 다큐멘터리의 콘테

1979년에 콘테는 케네마의 Nixon Methodist Hospital에서 라싸열 관련한 연구를 시작했고, 1980년 병원의 관리자가 되었다. 시에라리온 내전으로 인해 1991년에 CDC가 시에라리온의 연구 프로그램을 종료하고 기니로 이전했다. 전쟁으로 병원이 파괴되자 라싸열의 확산은 더욱 심해졌다. 내전 기간 동안 바이러스의 숙주인 쥐는 버려진 집에 서식하며 개체 수가 증가해 라싸열 발생률이 치솟았다.

### 케네마 정부 병원 (Kenema Government Hospital)
콘테는 전쟁으로 인해 집, 직업 등 모든 것을 잃었다. 그는 몇 달 동안 방황하다가 케네마에서 병자를 치료하기 시작했다. 그는 해외에 친구가 있었고, 유능한 의사였으므로 시에라리온 밖에서 얼마든지 일자리를 구할 수 있었지만 시에라리온 국민을 돕기로 결정했다. 전쟁으로 인해 라싸열 전문가들이 나라를 떠났으므로 라싸열 환자들은 콘테에게 치료를 받을 수밖에 없었다. 콘테는 Kenema Government Hospital (KGH)에서 세계에서 유일한 라싸열 격리 병동의 총책임자가 되었다. 내전을 일으킨 반란군은 1997년과 1999년에 케네마를 점령했지만 콘테는 그의 병원을 버리지 않고 환자들을 치료했다.

### 의학에 대한 기여

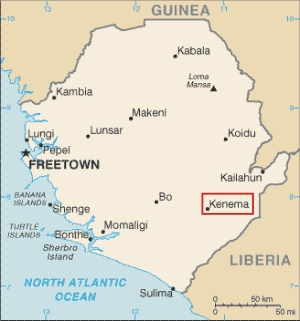
콘테는 CDC가 시에라리온 내전으로 인해 기니로 시설을 이전한 후 Kenema Government Hospital에 세계 유일의 라싸열 격리 병동을 설립했다.

내전 당시 콘테는 라싸열 환자를 관리할 수 있는 기술과 자격을 갖춘 유일한 임상의였다. CDC가 없을 때 라싸열 격리 병동은 영국에 기반을 둔 의료 구호 기관인 Merlin의 지원을 받았다. 그는 라싸열 치료를 위한 의료 인력 양성과 라싸열을 대중에게 알리는 켐ㅁ페인을 시행했다. 또한 그의 연구 자료는 라싸열을 연구하는 CDC와 많은 전문가들에게 "청사진을 제공"했다.
콘테는 2000년 Journal of Clinical Microbiology에 게재된 라싸열 환자 진단의 효능과 결과를 간접 형광 항체 (IFA) 검사와 효소 결합 면역 흡착 분석 (ELISA)으로 비교한 연구를 공동 집필했다. Iruka N. Okeke 에 따르면 이 연구는 "라싸열에 대한 진단 테스트 개발에 초점을 맞추었"다. 2001년 콘테는 라싸열에 관한 국제 회의에 참석하기 위해 영국 런던을 방문하여 질병 관리에 관한 논문을 발표했다. 콘테는 2003년 9월 런던으로 돌아와 "인명을 구하고 고통을 덜어주는"에 대한 그의 뛰어난 역할로 "Spirit of Merlin"상을 받았다.

## 죽음
라싸열 격리 병동은 직원이 부족했고 콘테는 종종 사람들로부터 직접 채혈을 했다. 2004년 3월 17일, 콘테는 라싸열을 앓고 있는 젊은 간호사로부터 채혈을 하던 중 주사바늘에 찔리게 되었다. 그 간호사는 다음날 사망했고, 콘테는 3월 23일에 라싸열 확진 판정을 받았다. 리바비린 정맥 주사로 치료를 받아 라싸열의 최대 고비는 넘겼지만 그는 4월 4일 신부전으로 사망하였다.  콘테의 죽음 이후 케네마 주민들은 모두 충격에 빠지고 그의 죽음을 애도하였다. 그의 장례식은 Daru에서 열렸다.

## 유산
라싸열 격리 병동에서의 콘테의 활동은 25년에 걸쳐 수천 명의 생명을 구했다. 그는 Merlin의 시에라리온 라싸열 대응 프로그램에서 핵심적인 역할을 하였고, 그의 기술과 헌신 덕분에 라싸열 사망률은 20 %p 감소했다. 콘테가 사망 한 후 Merlin과 시에라리온 UN 사절단(UNAMSIL)의 평화 유지군은 시에라리온을 떠났고, 케네마의 라싸열 격리 병동은 문을 닫았다. 2004년에 Tulane University가 세계 보건기구와 협력하여 Mano River Union Lassa Fever Network (MRU-LFN)를 통해 시에라리온, 라이베리아 및 기니의 라싸열 환자를 모니터링하기 시작했고, 라싸 격리 병동도 부활되어 현재 시에라리온 정부가 "치료, 격리, 예방 및 연구"에 중점을 두며 관리하고 있다.
콘테는 2003년 여름 UCLA 의대 교수 Ross I. Donaldson을 지도했으며 Donaldson의 2009년 회고록 Lassa Ward의 주인공이다.

## 발행물
- “Lassa Video”. 《Sierra Leone: Centers for Disease Control and Prevention, Special Pathogens Branch》. 1989. 2009년 8월 19일에 원본 문서에서 보존된 문서.  Appearance in documentary film.
- Bausch, DG; Rollin, PE; Demby, AH; Coulibaly, M; Kanu, J; Conteh, AS; Wagoner, KD; McMullan, LK;  외. (2000). “Diagnosis and clinical virology of Lassa fever as evaluated by enzyme-linked immunosorbent assay, indirect fluorescent-antibody test, and virus isolation”. 《Journal of Clinical Microbiology》 38 (7): 2670–7. PMC 86994. PMID 10878062.

## 참고 문헌
- Bausch, DG; Rollin, PE; Demby, AH; Coulibaly, M; Kanu, J; Conteh, AS; Wagoner, KD; McMullan, LK;  외. (2000). “Diagnosis and clinical virology of Lassa fever as evaluated by enzyme-linked immunosorbent assay, indirect fluorescent-antibody test, and virus isolation”. 《Journal of Clinical Microbiology》 38 (7): 2670–7. PMC 86994. PMID 10878062.
- Bausch, DG; Sesay, SS; Oshin, B (October 2004). “On the front lines of Lassa fever”. 《Emerging Infectious Diseases》 10 (10): 1889–1890. doi:10.3201/eid1010.IM1010. PMC 3323285. PMID 15586983.
- Donaldson, R. I. (2009). 《The Lassa Ward: One Man's Fight Against One of the World's Deadliest Diseases》. New York, NY: St. Martin's Press. ISBN 978-0-312-37700-7.
- Gayer, M.; Gopal, R.; Salter, M. (2003). “Lassa Fever and Communicable Disease Surveillance and Control in Sierra Leone” (PDF). 《World Health Organization / United Nations High Commissioner for Refugees》. 1–9쪽. 2009년 8월 10일에 원본 문서 (PDF)에서 보존된 문서.
- Heim, K. (2009년 9월 29일). “Young doctor shares global health lessons from the front lines”. 《The Seattle Times》. 2011년 8월 31일에 확인함.
- “Kenema Government Hospital”. 《Viral Hemorrhagic Fever Consortium》. 2011. 2012년 3월 31일에 원본 문서에서 보존된 문서. 2011년 9월 6일에 확인함.
- Keane, E; Gilles, HM (1977). “Lassa fever in Panguma Hospital, Sierra Leone, 1973-6”. 《British Medical Journal》 1 (6073): 1399–402. doi:10.1136/bmj.1.6073.1399. PMC 1606930. PMID 861652.
- Khan, SH; Goba, A; Chu, M; Roth, C; Healing, T; Marx, A; Fair, J; Guttieri, MC;  외. (2008). “New opportunities for field research on the pathogenesis and treatment of Lassa fever”. 《Antiviral Research》 78 (1): 103–15. doi:10.1016/j.antiviral.2007.11.003. PMID 18241935. (구독 필요)
- “Lives in Brief: Aniru Sahib Sahib Conteh”. 《The Times》. 2004년 5월 18일. 27쪽. 2021년 3월 25일에 원본 문서에서 보존된 문서. 2021년 7월 2일에 확인함.(구독 필요)
- “MHIRT Sierra Leone”. 《Center for Evidence-Based Global Health》. Tulane University School of Public Health and Tropical Medicine. 2011년 5월 17일에 원본 문서에서 보존된 문서. 2011년 9월 6일에 확인함.
- Mellor, N. (2004a). “Aniru Conteh”. 《BMJ》 328 (7447): 1078. doi:10.1136/bmj.328.7447.1078. PMC 403863.
- Mellor, N. (2004b). “Dr Aniru Conteh”. 《The Independent》. 2011년 9월 6일에 확인함.[깨진 링크]
- Melone, J. (2009). “The Latent Threat of Lassa Fever”. 《Johns Hopkins Bloomberg School of Public Health》.
- “Merlin's 10th Year Anniversary Awards Events”. 《Merlin》. 2003년 9월 8일. 2006년 10월 1일에 원본 문서에서 보존된 문서. 2009년 9월 3일에 확인함.
- Mirza, I. A.; Khan, M. A.; Hakim, A. (2005). “Lassa Fever UN Peacekeepers' Nightmare in West Africa”. 《Pakistan Armed Forces Medical Journal》 (1). ISSN 0030-9648. 2012년 3월 23일에 원본 문서에서 보존된 문서. 2011년 9월 6일에 확인함.
- Momodu, S. (2004년 5월 19일). “Lassa Fever: Who is Next to Die?”. 《Asia Africa Intelligence Wire》. 2011년 9월 6일에 확인함.
- Morris, Kelly; Calisher, Charles (1997). “Sierra Leone continues to struggle for relief from Lassa fever”. 《The Lancet》 350 (9089): 1458. doi:10.1016/S0140-6736(05)64235-3.
- “Obituary: Dr Aniru Conteh”. 《Merlin》. 2004년 4월 5일. 2012년 3월 31일에 원본 문서에서 보존된 문서. 2011년 9월 6일에 확인함.
- Okeke, I. N. (2011). 《Divining Without Seeds: The Case for Strengthening Laboratory Medicine in Africa》. Cornell University Press. ISBN 978-0801449413.
- Soderburg, W. (2009년 8월 6일). “Trial by fire in the Lassa ward”. 《UCLA Today》. 2011년 7월 16일에 원본 문서에서 보존된 문서. 2011년 8월 21일에 확인함.
- Thomas, C. (2009년 6월 7일). “Lessons in a deadly virus and life in general”. 《Miami Herald》. M6면. (구독 필요)
- Wright, Pearce (2004). “Aniru Conteh”. 《The Lancet》 363 (9423): 1831. doi:10.1016/S0140-6736(04)16324-1. PMID 15190887.
- Zuger, A. (2009년 5월 25일). “Epidemics, Fearsome and Fascinating”. 《The New York Times》. D5면. 2011년 8월 21일에 확인함.

## 추가 정보
- Jalloh, T. (2004년 9월 28일). “Kenema and the Lassa Fever Menace”. 《Concord Times》. 2011년 9월 6일에 확인함.
- Okeke, Iruka N.; Wain, John (November 2008). “Post-genomic challenges for collaborative research in infectious diseases”. 《Nature Reviews Microbiology》 6 (11): 858–64. doi:10.1038/nrmicro1989. PMID 18711428.